# Castillo de Garcimuñoz
Castillo de Garcimuñoz – gmina w Hiszpanii, w prowincji Cuenca, w Kastylii-La Mancha, o powierzchni 82,21 km². W 2011 roku gmina liczyła 174 mieszkańców.